# Lista planetelor minore: 256001–257000
Aceasta este lista planetelor minore cu numerele 256001–257000.

## 256001–256100
| Denumire | Denumire provizorie | Data descoperirii | Locul descoperirii | Descoperitor(i)     |
| -------- | ------------------- | ----------------- | ------------------ | ------------------- |
| 256001 – | 2006 TY121          | 11 octombrie 2006 | Palomar            | NEAT                |
| 256002 – | 2006 TZ123          | 2 octombrie 2006  | Mount Lemmon       | Mount Lemmon Survey |
| 256004 – | 2006 UP             | 16 octombrie 2006 | Catalina           | CSS                 |
| 256010 – | 2006 UA10           | 16 octombrie 2006 | Kitt Peak          | Spacewatch          |
| 256033 – | 2006 UJ47           | 16 octombrie 2006 | Bergisch Gladbach  | W. Bickel           |
| 256035 – | 2006 UQ62           | 19 octombrie 2006 | Goodricke-Pigott   | R. A. Tucker        |
| 256085 – | 2006 UK207          | 23 octombrie 2006 | Socorro            | LINEAR              |
| 256091 – | 2006 UH218          | 27 octombrie 2006 | Nyukasa            | Nyukasa             |

## 256101–256200
| Denumire | Denumire provizorie | Data descoperirii | Locul descoperirii | Descoperitor(i) |
| -------- | ------------------- | ----------------- | ------------------ | --------------- |
| 256114 – | 2006 UD291          | 22 octombrie 2006 | Siding Spring      | SSS             |
| 256115 – | 2006 UA295          | 19 octombrie 2006 | Kitt Peak          | M. W. Buie      |
| 256122 – | 2006 UK333          | 22 octombrie 2006 | Apache Point       | A. C. Becker    |
| 256128 – | 2006 VD             | 1 noiembrie 2006  | Wrightwood         | J. W. Young     |

## 256201–256300
| Denumire | Denumire provizorie | Data descoperirii | Locul descoperirii | Descoperitor(i)       |
| -------- | ------------------- | ----------------- | ------------------ | --------------------- |
| 256208 – | 2006 VG103          | 12 noiembrie 2006 | Lulin Observatory  | H.-C. Lin, Q.-z. Ye   |
| 256238 – | 2006 WD             | 16 noiembrie 2006 | 7300 Observatory   | W. K. Y. Yeung        |
| 256243 – | 2006 WG15           | 16 noiembrie 2006 | Lulin Observatory  | M.-T. Chang, Q.-z. Ye |

## 256301–256400
| Denumire               | Denumire provizorie | Data descoperirii | Locul descoperirii | Descoperitor(i) |
| ---------------------- | ------------------- | ----------------- | ------------------ | --------------- |
| 256319 –               | 2006 XB4            | 14 decembrie 2006 | Cordell-Lorenz     | Cordell-Lorenz  |
| 256341 –               | 2006 XO31           | 10 decembrie 2006 | Pla D'Arguines     | R. Ferrando     |
| 256369 Vilain          | 2006 YB3            | 20 decembrie 2006 | Saint-Sulpice      | B. Christophe   |
| 256374 Danielpequignot | 2006 YZ13           | 22 decembrie 2006 | Saint-Sulpice      | B. Christophe   |
| 256375 –               | 2006 YW14           | 24 decembrie 2006 | Kanab              | E. E. Sheridan  |
| 256390 –               | 2006 YS44           | 26 decembrie 2006 | Eskridge           | Eskridge        |
| 256391 –               | 2006 YA45           | 28 decembrie 2006 | Marly              | P. Kocher       |
| 256396 –               | 2007 AZ1            | 9 ianuarie 2007   | Mayhill            | A. Lowe         |

## 256401–256500
| Denumire | Denumire provizorie | Data descoperirii | Locul descoperirii | Descoperitor(i)     |
| -------- | ------------------- | ----------------- | ------------------ | ------------------- |
| 256452 – | 2007 CN47           | 9 februarie 2007  | Altschwendt        | W. Ries             |
| 256461 – | 2007 DV7            | 18 februarie 2007 | Calvin-Rehoboth    | Calvin College      |
| 256473 – | 2007 DH49           | 18 februarie 2007 | Antares            | Antares Observatory |
| 256476 – | 2007 DF61           | 25 februarie 2007 | Desert Moon        | B. L. Stevens       |
| 256496 – | 2007 ES56           | 10 martie 2007    | Eskridge           | G. Hug              |

## 256501–256600
| Denumire           | Denumire provizorie | Data descoperirii | Locul descoperirii | Descoperitor(i)        |
| ------------------ | ------------------- | ----------------- | ------------------ | ---------------------- |
| 256515 –           | 2007 EV165          | 13 martie 2007    | Črni Vrh           | Črni Vrh               |
| 256536 –           | 2007 GK4            | 11 aprilie 2007   | Lulin Observatory  | LUSS                   |
| 256537 Zahn        | 2007 GX4            | 10 aprilie 2007   | Saint-Sulpice      | B. Christophe          |
| 256544 –           | 2007 GX71           | 7 aprilie 2007    | Mauna Kea          | Mauna Kea              |
| 256546 –           | 2007 HC5            | 17 aprilie 2007   | Antares            | Antares Observatory    |
| 256547 Davidesmith | 2007 HA15           | 22 aprilie 2007   | CBA-NOVAC          | D. R. Skillman         |
| 256550 –           | 2007 LV14           | 11 iunie 2007     | Mauna Kea          | D. D. Balam            |
| 256551 –           | 2007 OM3            | 21 iulie 2007     | Tiki               | S. F. Hönig, N. Teamo  |
| 256572 –           | 2007 TE67           | 6 octombrie 2007  | Kitami             | K. Endate              |
| 256574 –           | 2007 TV79           | 6 octombrie 2007  | Purple Mountain    | PMO NEO Survey Program |

## 256601–256700
| Denumire         | Denumire provizorie | Data descoperirii | Locul descoperirii | Descoperitor(i)     |
| ---------------- | ------------------- | ----------------- | ------------------ | ------------------- |
| 256626 –         | 2007 VV221          | 12 noiembrie 2007 | Dauban             | Chante-Perdrix      |
| 256646 –         | 2007 WJ4            | 18 noiembrie 2007 | Bisei SG Center    | BATTeRS             |
| 256655 –         | 2007 XV16           | 11 decembrie 2007 | Great Shefford     | P. Birtwhistle      |
| 256657 –         | 2007 XO20           | 13 decembrie 2007 | Majorca            | OAM                 |
| 256696 –         | 2008 AS1            | 7 ianuarie 2008   | Wildberg           | R. Apitzsch         |
| 256697 Nahapetov | 2008 AZ1            | 6 ianuarie 2008   | Zelenchukskaya     | T. V. Kryachko      |
| 256699 Poudai    | 2008 AZ2            | 7 ianuarie 2008   | Lulin Observatory  | Q.-z. Ye, H.-C. Lin |
| 256700 –         | 2008 AG3            | 8 ianuarie 2008   | Dauban             | F. Kugel            |

## 256701–256800
| Denumire        | Denumire provizorie | Data descoperirii | Locul descoperirii | Descoperitor(i) |
| --------------- | ------------------- | ----------------- | ------------------ | --------------- |
| 256762 –        | 2008 BY42           | 28 ianuarie 2008  | La Sagra           | OAM             |
| 256776 –        | 2008 CF5            | 4 februarie 2008  | Uccle              | T. Pauwels      |
| 256795 Suzyzahn | 2008 CS68           | 7 februarie 2008  | Saint-Sulpice      | B. Christophe   |
| 256796 Almanzor | 2008 CN69           | 8 februarie 2008  | La Cañada          | J. Lacruz       |
| 256797 Benbow   | 2008 CA70           | 9 februarie 2008  | La Cañada          | J. Lacruz       |

## 256801–256900
| Denumire       | Denumire provizorie | Data descoperirii | Locul descoperirii | Descoperitor(i)     |
| -------------- | ------------------- | ----------------- | ------------------ | ------------------- |
| 256813 Marburg | 2008 CW116          | 11 februarie 2008 | Taunus             | E. Schwab, R. Kling |
| 256814 –       | 2008 CT118          | 11 februarie 2008 | Junk Bond          | D. Healy            |
| 256864 –       | 2008 DK             | 24 februarie 2008 | Skylive            | F. Tozzi            |
| 256892 Wutayou | 2008 DW40           | 27 februarie 2008 | Lulin Observatory  | C.-S. Lin, Q.-z. Ye |

## 256901–257000
| Denumire | Denumire provizorie | Data descoperirii | Locul descoperirii | Descoperitor(i) |
| -------- | ------------------- | ----------------- | ------------------ | --------------- |
| 256934 – | 2008 EK32           | 8 martie 2008     | Grove Creek        | F. Tozzi        |